# 남해 용문사 승탑군
남해 용문사 승탑군(南海 龍門寺 僧塔群)은 대한민국 경상남도 남해군 용문사에 있는 승탑 군이다. 2005년 7월 21일 경상남도의 유형문화재 제425호 남해 용문사 부도군으로 지정되었다가, 2018년 12월 20일 현재의 명칭으로 변경되었다.

## 개요
부도1·2·3은 석종형으로, 胴體 1장과 대석 1장 총 2장의 돌로 구성되어 있다. 동체는 아래로 갈수록 좁아지는 종 모양이다. 부도1의 지상에 노출된 기단석은 팔각형이나, 각 변의 길이는 일정하지 않다. 동체를 얹은 대석 둘레에는 복련 단판연화문이 둘러져 있으나 다소 마모가 심한 상태이다.
부도3(洗淡堂一行大師)은 종신의 상단과 하단에 연화문이 돋을새김으로 뚜렷하게 처리되어 있으며, 상륜은 꽃잎이 살짝 벌어진 연꽃봉 오리 모양을 하고 있다.
부도4는 총 9기의 부도중 제일 작은 규모로, 기단석 1장, 胴體 1장, 옥개석 1장 총 3장의 돌로 구성되어 있다. 동체는 중간이 배가 불룩한 원통형 기둥 모양이며, 옥개석은 방형으로 각 모서리가 약간 반전하고 있다. 옥개석 중앙 부분은 가운데가 둥글게 파여있고, 그 가장자리가 약간 파손된 상태이다.
부도5는 대석 1장, 胴體 1장, 옥개석 1장 등 총 3장의 돌로 구성되어 커다란 자연석 암반 위에 설치하여 암반이 지대석과 같은 효과를 주고 있다. 대석은 상하로 구분하여 상단은 원형으로 다듬고, 하단은 4각형으로 처리하여 각각 문양을 새기고 있다. 중간이 불룩한 6각형의 의 동체는 종신의 길이가 폭에 비해 긴 편이며, 동체 상하단에 역시 문양을 새기고 있다. 옥개석은 평면 4각형으로, 옥개석 중앙에는 둥근 복발이 얹혀있고, 복발에는 음각 파문이 새겨져 있다.
부도6·7도 석종형 부도로, 총2장(대석 1장, 동체 1장)로 구성되어 있다. 동체는 아래로 갈수록 폭이 좁아지는 형식으로, 종신의 길이가 폭에 비해 긴 편이다. 종신 상하단에는 문양이 둘러져 있는데, 상단은 양각, 하단은 음각으로 처리되어 있다. 상륜은 보주형태를 띠고 있다.
부도8은 기단석 1장, 대석 1장, 동체 1장, 옥개석 1장 등 총 4장의 돌로 구성되어 있다. 기단석은 자연석을 사용했으며 땅 속에 묻혀있다. 대석은 8각형으로 다듬었으며, 옥개석은 사각의 지붕 모양을 하고 있다. 옥개석 정중앙에는 목을 쭉 빼고 있는 자라(혹은 거북이)가 조각되어 있다. 그리고 이 부도8의 경우 胴體에 명문이 일체 없으나, 그 옆에 별도의 標石(解塵堂天海大師族錄碑)이 있다. 이 표석 전면에 걸쳐 명문이 새겨져 있으나, 비교적 얕게 새겨져 있으며 비·바람에 많이 마모된 상태이다.
부도9는 기단석 1장, 종신 1장로 구성되어 있고, 기단석은 자연석을 이용하였으며, 대석은 없다. 동체는 아래로 내려 갈수록 폭이 좁아지는 형태이며, 동체 상단에는 11엽의 단판연화문 양각으로 처리하고 있다. 그리고 상단 정중앙에는 보주형태의 상륜을 설치하고 있다.

## 참고 문헌
- 남해 용문사 승탑군 - 국가유산청 국가유산포털